# State Parks in Wisconsin
Dies ist die Liste der State Parks im US-Bundesstaat Wisconsin.
- Amnicon Falls State Park
- Aztalan State Park
- Belmont Mound State Park
- Big Bay State Park
- Big Foot Beach State Park
- Black River State Forest
- Blue Mound State Park

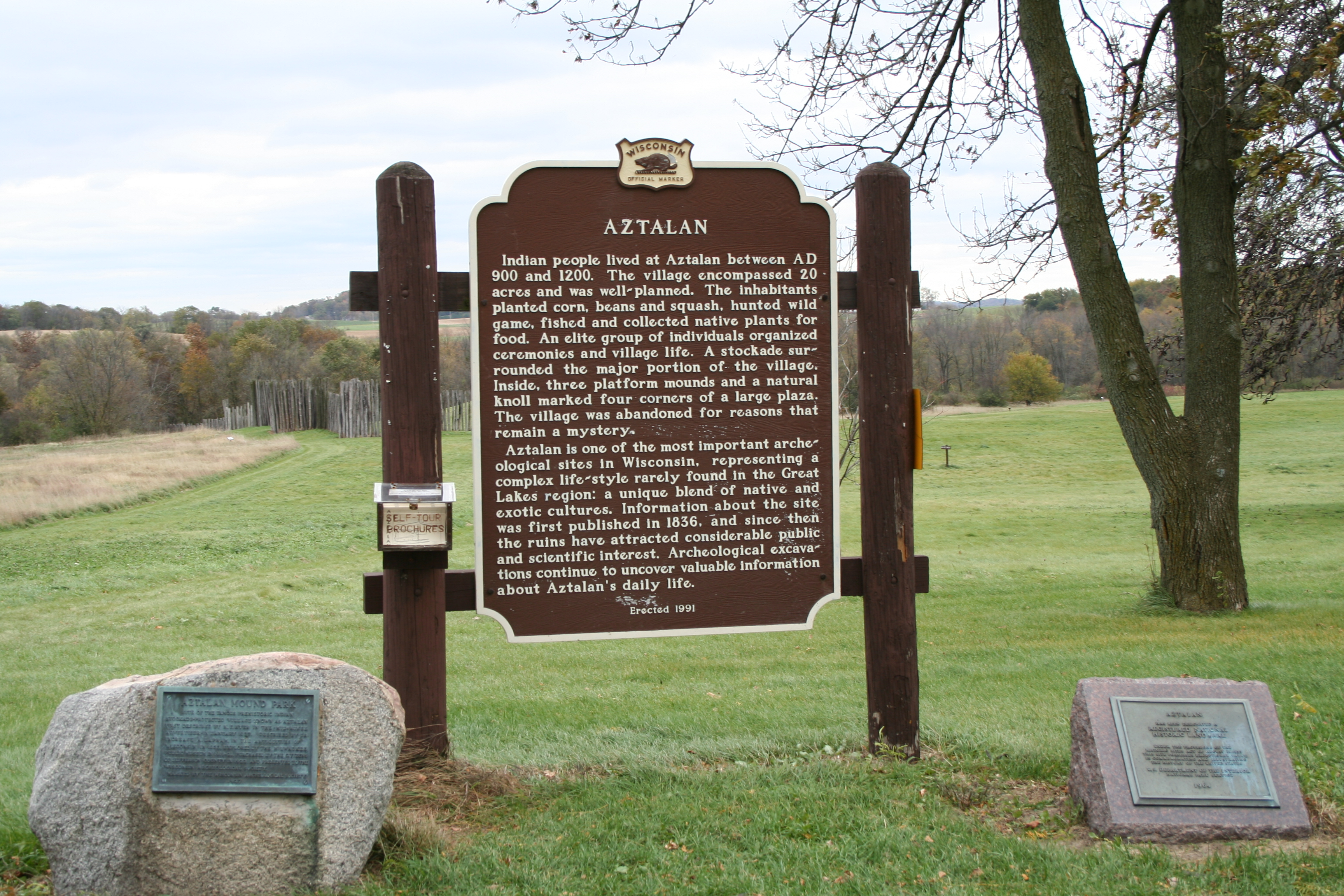
Aztalan State Park

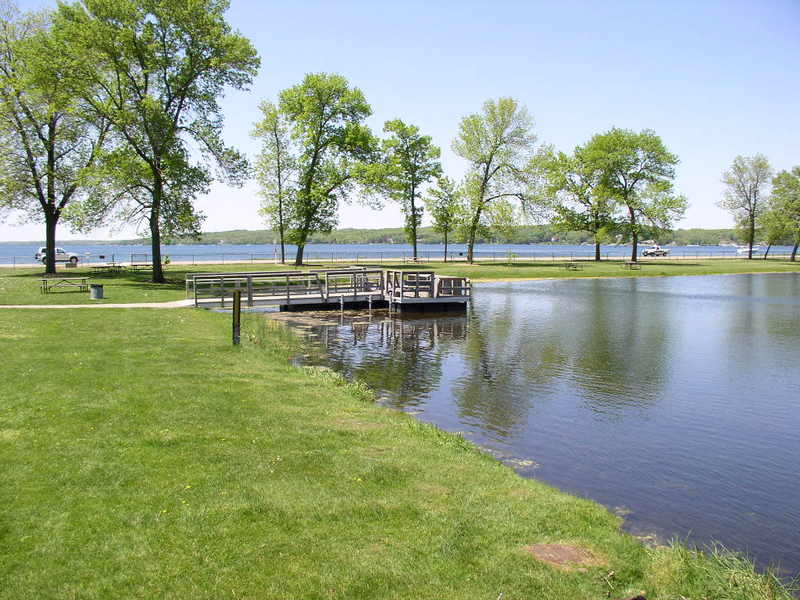
Big Foot Beach State Park

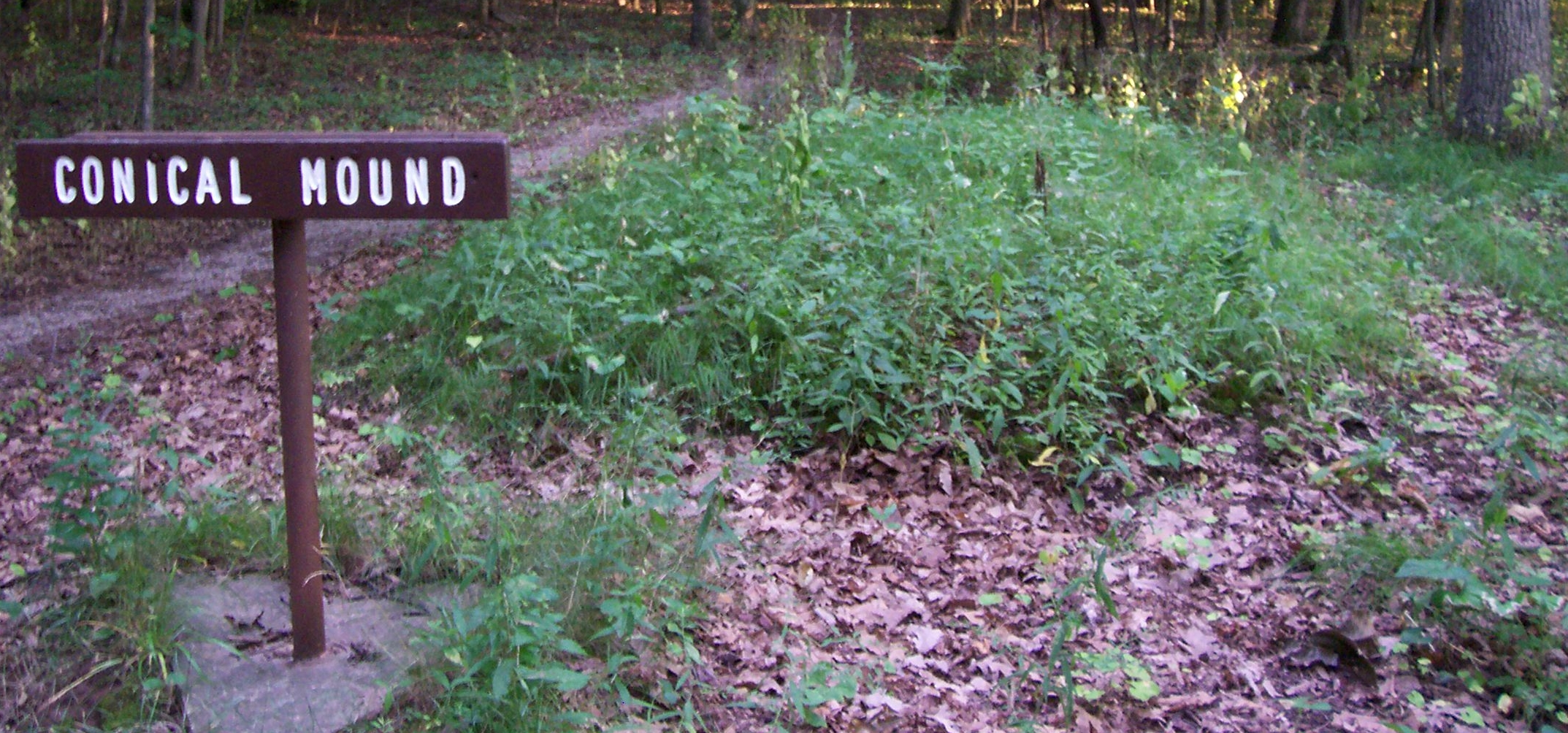
High Cliff State Park

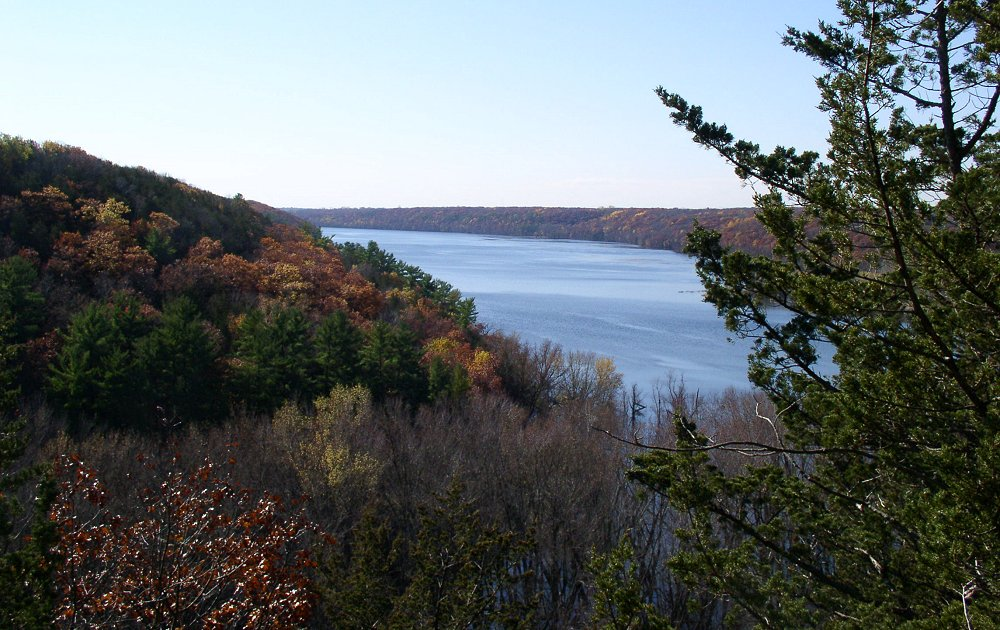
Kinnickinnic State Park

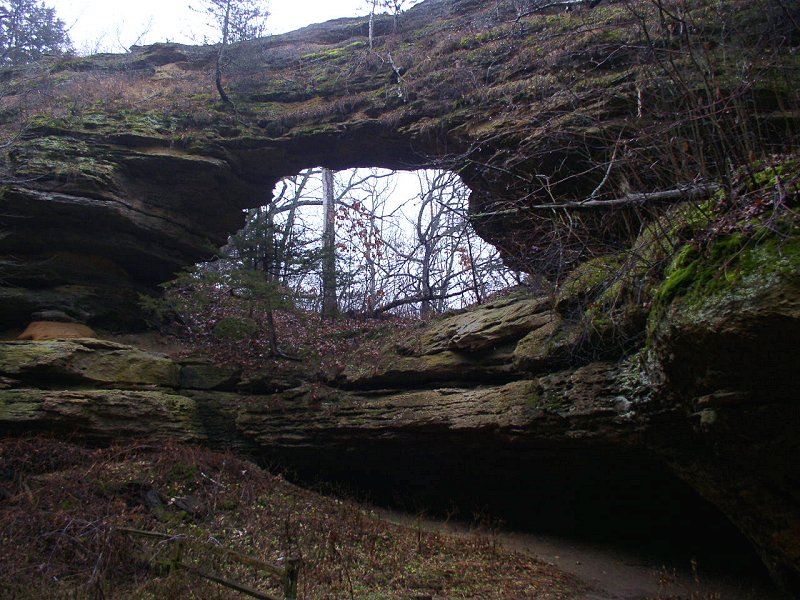
Natural Bridge State Park

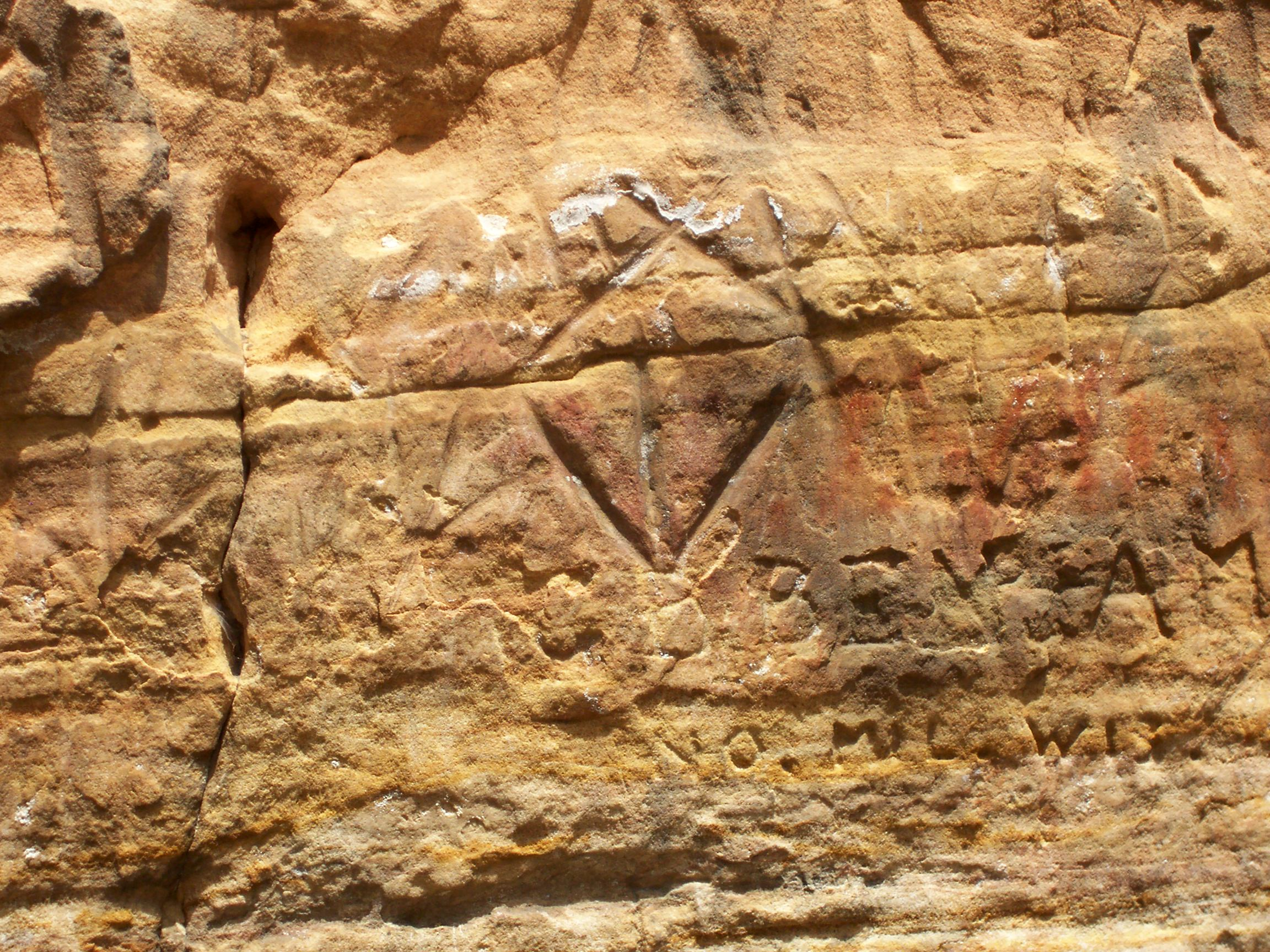
Roche-A-Cri State Park

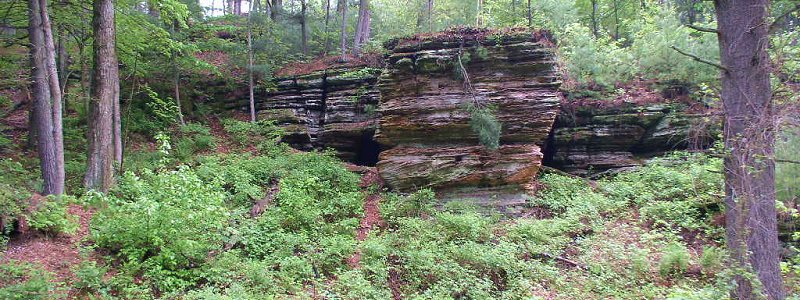
Rocky Arbor State Park

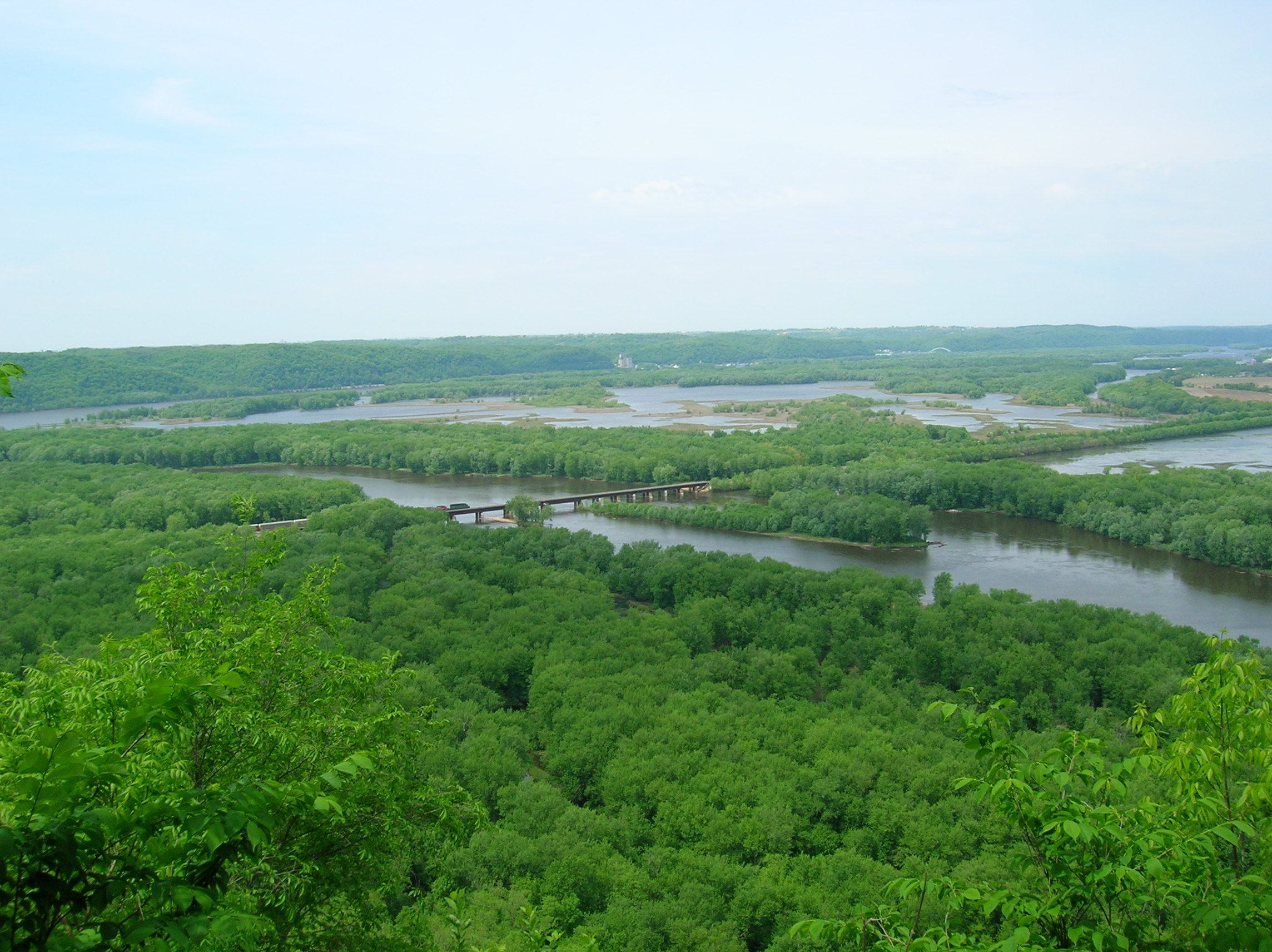
Wyalusing State Park

- Browntown-Cadiz Springs State Recreation Area
- Brunet Island State Park
- Buckhorn State Park
- Capital Springs State Park and Recreation Area
- Chippewa Flowage
- Chippewa Moraine State Recreation Area
- Copper Culture State Park
- Copper Falls State Park
- Council Grounds State Park
- Devil’s Lake State Park
- Fischer Creek State Recreation Area
- Governor Dodge State Park
- Governor Nelson State Park
- Governor Thompson State Park
- Harrington Beach State Park
- Hartman Creek State Park
- Havenwoods State Forest
- Heritage Hill State Park
- High Cliff State Park
- Hoffman Hills State Recreation Area
- Interstate State Park
- Kinnickinnic State Park
- Kohler-Andrae State Park
- Lake Kegonsa State Park
- Lake Wissota State Park
- Lakeshore State Park
- Lower Wisconsin State Riverway
- Merrick State Park
- Mill Bluff State Park
- Mirror Lake State Park
- Natural Bridge State Park
- Nelson Dewey State Park
- New Glarus Woods State Park
- Newport State Park
- Pattison State Park
- Perrot State Park
- Potawatomi State Park
- Rib Mountain State Park
- Richard Bong State Recreation Area
- Roche-A-Cri State Park
- Rock Island State Park
- Rocky Arbor State Park
- Straight Lake State Park
- Tower Hill State Park
- Whitefish Dunes State Park
- Wildcat Mountain State Park
- Willow River State Park
- Wyalusing State Park
- Yellowstone Lake State Park

## Ehemalige State Parks
- Lost Dauphin State Park
- Old Wade House State Park